# Pilt Per Olsson
Pilt Per Olsson, född 28 september 1844 i Djura församling, död 8 oktober 1928 i Djura församling, var en svensk fjärdingsman och amatörorgelbyggare i Djura.

## Biografi
Olssom var anlitad som reparatör av orglar på 1880-talet och 1890-talet.

## Lista över orglar
- 1882 Nås kyrka
- 1880-talet Djura Missionshus
- 1890 Djura kapell (uppsättning och ombyggnation av en Cahmanorgel från Leksands kyrka, står nu på Musikmuseet i Stockholm)
- Två stycken hemorglar (står hos Kersti och Lars Sundblad, Insjön).